# Le premier cercle
Le premier Cercle es una película francesa de 2009 dirigida por Laurent Tuel.

## Sinopsis
Narra la historia de Milo Malakian (Jean Reno), el jefe de una banda armenia tan virtuoso como violento, considerado como un padrino en la Costa Azul. Al mismo tiempo que prepara un golpe enorme que será también el último antes de retirarse, constata que su único hijo, Anton (Gaspard Ulliel), se aparta de él. El joven, enamorado de una enfermera (Vahina Giocante), aspira a otra existencia, pero deberá asumir las consecuencias ya que es con la sangre que se traza el Primer Círculo. Una lucha violenta opone el patriarca a su hijo y, para liberarse, Anton deberá también escapar de un policía (Sami Bouajila), que intenta desmantelar la banda.

## Reparto
- Jean Reno es Milo Malakian.
- Gaspard Ulliel es Anton Malakian.
- Vahina Giocante es Elodie.
- Sami Bouajila e Saunier.